# Oxystomina brevicaudata
Oxystomina brevicaudata is een rondwormensoort uit de familie van de Oxystominidae. De wetenschappelijke naam van de soort is voor het eerst geldig gepubliceerd in 1974 door Gerlach & Riemann.